# Andrej Tsjerkasov
Andrej Gennadjevitsj Tsjerkasov (Russisch: Андрей Геннадьевич Черкасов) (Oefa, 4 juli 1970) is een voormalig tennisspeler uit Rusland. Hij speelt rechtshandig en heeft een enkelhandige backhand. Hij was actief in het proftennis van 1988 tot en met 2005.
Tsjerkasov nam deel aan de Olympische spelen van 1988 in Seoel, waar hij de tweede ronde bereikte. Vier jaar later, op de Spelen in Barcelona, won hij een bronzen medaille.
Op de ATP-tour won Tsjerkasov twee titels, beide op het toernooi van Moskou, in twee achtereenvolgende jaren: 1990 en 1991. Daarnaast stond hij nog viermaal als verliezer in een ATP-finale. In het dubbelspel was hij minder actief dan in het enkelspel.
Zijn beste resultaat op de grandslamtoernooien is het bereiken van de kwartfinale. Zijn hoogste notering op de ATP-ranglijst is de dertiende plaats, die hij bereikte in juni 1991.

## Posities op deATP-ranglijst
Positie per einde seizoen:
| jaartal | ranking enkelspel | ranking dubbelspel |
| ------- | ----------------- | ------------------ |
| 1986    | 870               | –                  |
| 1987    | 409               | –                  |
| 1988    | 236               | 481                |
| 1989    | 82                | 462                |
| 1990    | 21                | 202                |
| 1991    | 21                | 240                |
| 1992    | 32                | 335                |
| 1993    | 37                | 346                |
| 1994    | 184               | –                  |
| 1995    | 175               | –                  |
| 1996    | 149               | 326                |
| 1997    | 133               | 278                |
| 1998    | 163               | 171                |
| 1999    | –                 | 343                |
| 2000    | 199               | 958                |
| 2001    | 362               | 1445               |
| 2002    | 469               | 727                |
| 2003    | 657               | 1208               |
| 2004    | 512               | 483                |
| 2005    | –                 | 1151               |

## Palmares

### ATP-finaleplaatsen enkelspel
| nr.              | finaledatum | toernooi      | ondergrond | tegenstander     | score              |         |
| ---------------- | ----------- | ------------- | ---------- | ---------------- | ------------------ | ------- |
| Gewonnen finales |             |               |            |                  |                    |         |
| 1.               | 1990-11-11  | ATP Moskou    | tapijt (i) | Tim Mayotte      | 6-2, 6-1           | details |
| 2.               | 1991-11-10  | ATP Moskou    | tapijt (i) | Jakob Hlasek     | 7-6, 3-6, 7-6      | details |
| Verloren finales |             |               |            |                  |                    |         |
| 1.               | 1989-01-15  | ATP Sydney    | hardcourt  | Aaron Krickstein | 4-6, 2-6           | details |
| 2.               | 1991-02-17  | ATP Brussel   | tapijt (i) | Guy Forget       | 3-6, 5-7, 6-3, 6-7 | details |
| 3.               | 1993-05-23  | ATP Bologna   | gravel     | Jordi Burillo    | 6-7, 7-6, 1-6      | details |
| 4.               | 1993-09-19  | ATP Boekarest | gravel     | Goran Ivanišević | 2-6, 6-7           | details |

## Prestatietabel grandslamtoernooien
| Legenda | Legenda                          |
| ------- | -------------------------------- |
| g.t.    | geen toernooi gehouden           |
| l.c.    | lagere categorie                 |
| –       | niet deelgenomen                 |
| G       | uitgeschakeld in de groepsfase   |
| 1R      | uitgeschakeld in de eerste ronde |
| 2R      | uitgeschakeld in de tweede ronde |
| 3R      | uitgeschakeld in de derde ronde  |
| 4R      | uitgeschakeld in de vierde ronde |
| KF      | uitgeschakeld in de kwartfinale  |
| HF      | uitgeschakeld in de halve finale |
| F       | de finale verloren               |
| W       | het toernooi gewonnen            |
| w-v     | winst/verlies-balans             |

### Enkelspel
| Australian Open | –  | KF | 2R | 2R | 1R | 2R | 1R | 1R | 2R |
| Roland Garros   | 2R | 2R | 4R | KF | 1R | 1R | –  | –  | –  |
| Wimbledon       | 1R | 1R | 1R | 1R | 1R | 1R | –  | –  | –  |
| US Open         | 1R | KF | 1R | 1R | 1R | 1R | –  | –  | –  |

### Mannendubbelspel
| Toernooi        | 1991 |
| --------------- | ---- |
| Australian Open | 1R   |
| Roland Garros   | –    |
| Wimbledon       | –    |
| US Open         | –    |